# M/S Dicto
M/S Dicto var ett norskt lastfartyg som sjösattes 1938 på Götaverken i Göteborg, för E.B. Aaby Rederi A/S i Oslo. Maskineriet var varvets första egenutvecklade, och egentillverkade dieselmotor. 
Vid det tyska anfallet på Norge 1940 låg Dicto i Göteborg, stängdes inne av skagerrakspärren, och belades med kvarstad eftersom både norska exilregeringen i London och de tyskkontrollerade myndigheterna i Oslo gjorde anspråk på fartyget. Vid ett genombrottsförsök 31 mars 1942 (Operation Performance), då Dicto var flaggskepp i en konvoj med 10 norska fartyg, tvingades det tillsammans med Lionel att återvända till Göteborg.
Under 1943 var Dicto och Lionel den direkta orsaken till att den svenska lejdtrafiken två gånger stoppades av tyskarna, då de befarade att fartygen skulle göra genombrottsförsök från Sverige till Storbritannien. De båda norska fartygen användes under 1943 och 1944 som depåfartyg i Brofjorden för den så kallade kullagertrafiken mellan Storbritannien och Lysekil.
Fartyget såldes 1964 till Grekland och blev Onisolos, innan det skrotades 1971 i Shanghai, Kina.